# Siège de Sittard (1318)
Le siège de Sittard de 1318 voit s'affronter les forces de Reinoud van Valkenburg, soutenu par Henri II de Virnebourg, l'évêque de Cologne, et d'autre part celles du duché de Brabant menées par Jean III de Brabant.

## Le Contexte
Les origines du siège de Sittard remonte à la Bataille de Worringen de 1288, où Walram Le Roux, seigneur de Valkenburg, a réussi à rester libre des prétentions de Jean Ier de Brabant. Cela lui a permis de rester en possession des terres de Valkenburg mais aussi de celles de Heinsberg, Montjoie (Monschau) et Sittard qui sont restées propriétés de la famille.
Avant le siège imminent, les habitants des localités entourant la ville ont cherché refuge dans les murailles de celle-ci.

## Le Siège
La ville était protégée par deux canaux excavés remplis d'eau. La terre excavée avait été utilisée pour construire un mur de protection ou plutôt mur de terre, renforcé par des palissades. La défense se composait des citoyens de la cité et des paysans de la région, mais il y avait aussi une troupe de soldats de Cologne, composée de 300 hommes.
L'armée du duché de Brabant se composait de quatre compagnies; une d'elles, appelée la compagnie de Louvain, était stationnée du côté ouest et courait sur le long du parapet, ce qui s'est avéré être un succès; il y a eu un incendie criminel. Celle qui a assiégé le côté nord en a entendu parler et a décidé de prendre d'assaut la porte Lewenberger. Les deux autres compagnies, à l'est (positionnée sur le Kollenberg) et du sud, ont attaqué la Putpoort. La ville semblait succomber à la pression des combats de tous les côtés, mais soudain les assaillants de Louvain à l'ouest se sont retirés, indiquant qu'ils n'avaient pas réussi à progresser dans la capturer du mur extérieur.
Au bout de quelques jours, la troupe de Cologne a voulu se rendre, mais les habitants ont ressenti cela comme une trahison et certains d'entre eux ont voulu organiser un lynchage. Les assiégeants ont préféré éviter cela parce qu'ils leur avaient promis un sauf-conduit jusqu'à Cologne.

## Les Conséquences
- Après cet incident, les liens entre Reinoud van Valkenburg et Henri II van Virneburg sont si tendus que ce dernier perd son statut de bailli à Bonn et à Aix-la-Chapelle. En rétorsion, il améliora les privilèges des citoyens de ces villes, par exemple en impôts qui feront encore plus défaut à Reinoud.
- Selon les descriptions exactes de Jan van Boendale, la ville aurait été rendue aux seigneurs de Valkenburg après une réconciliation. Au milieu du XIIe siècle, la cité de Sittard est devenue possession du comté de Juliers.

## Sources
- Rijmkroniek van Jan de Clerc of Jan van Boendale
- Historisch jaarboek voor het Land van Zwentibold